# Tu veux ou tu veux pas (film)
Pour les articles homonymes, voir Tu veux ou tu veux pas.
Pour plus de détails, voir Fiche technique et Distribution.
Tu veux ou tu veux pas est un film français réalisé par Tonie Marshall, sorti en 2014.
Le titre du film fait allusion à la chanson du même nom.

## Synopsis
Lambert (Patrick Bruel) est un ancien accro au sexe devenu conseiller conjugal. Il va lui être difficile de ne pas retomber dans son addiction, face à la sexualité effrénée de sa nouvelle assistante Judith (Sophie Marceau)...

## Fiche technique
- Titre original : Tu veux... ou tu veux pas ?
- Autres langues : (en) The Missionaries ou Sex, Love & Therapy 
(pl) Seks, Miłość, Terapia
(de)Er liebt mich, er liebt mich nicht...
- Réalisation : Tonie Marshall
- Scénariste : Tonie Marshall, Erwan Augoyard, Sophie Kovess-Brun, Nicolas Mercier
- Musique: Philippe Cohen Solal, Christophe Chassol
- Production : Tonie Marshall, Bruno Pésery
- Société de production : Tabo Tabo Films
- Société de distribution : Warner Bros.
- Pays d'origine :  France
- Langue originale : français
- Format : couleur
- Genre : comédie
- Durée : 88 minutes
- Dates de sortie : 
  -  Belgique,  France : 1er octobre 2014
  - (fr) Mention CNC :  Classification Tout Public avec avertissement

## Distribution
- Sophie Marceau : Judith Chabrier
- Patrick Bruel : Lambert Levallois
- Sylvie Vartan : Nadine Levallois, la mère de Lambert
- André Wilms : Michel Chabrier, l’oncle de Judith
- François Morel : Alain
- Philippe Lellouche : Bruno
- Jean-Pierre Marielle : lui-même
- Patrick Braoudé : l’écureuil
- Fanny Sidney : Véronique
- Thomas Sagols : Luc
- Pascal Demolon : Christian Lavial
- Claude Perron : Fabienne Lavial
- Marie Rivière : Martine
- Philippe Harel : Jacques
- Scali Delpeyrat : Pierre Joubert
- Alexia Barlier : Daphné
- Frédéric Merlo : Renaud (réunion des sex-addicts)
- Fabienne Galula : Annie (réunion des sex-addicts)
- Mathieu Madénian : le chauffeur de taxi
- Laurent Heynemann : le barbu à la réunion des sex-addicts
- Agathe Natanson (non créditée) : l’épouse de Jean-Pierre Marielle
- Micheline Presle (non créditée) : la dame indignée dans la rue
- Pierre Bénichou: coupé au montage